# Ina Hagenau

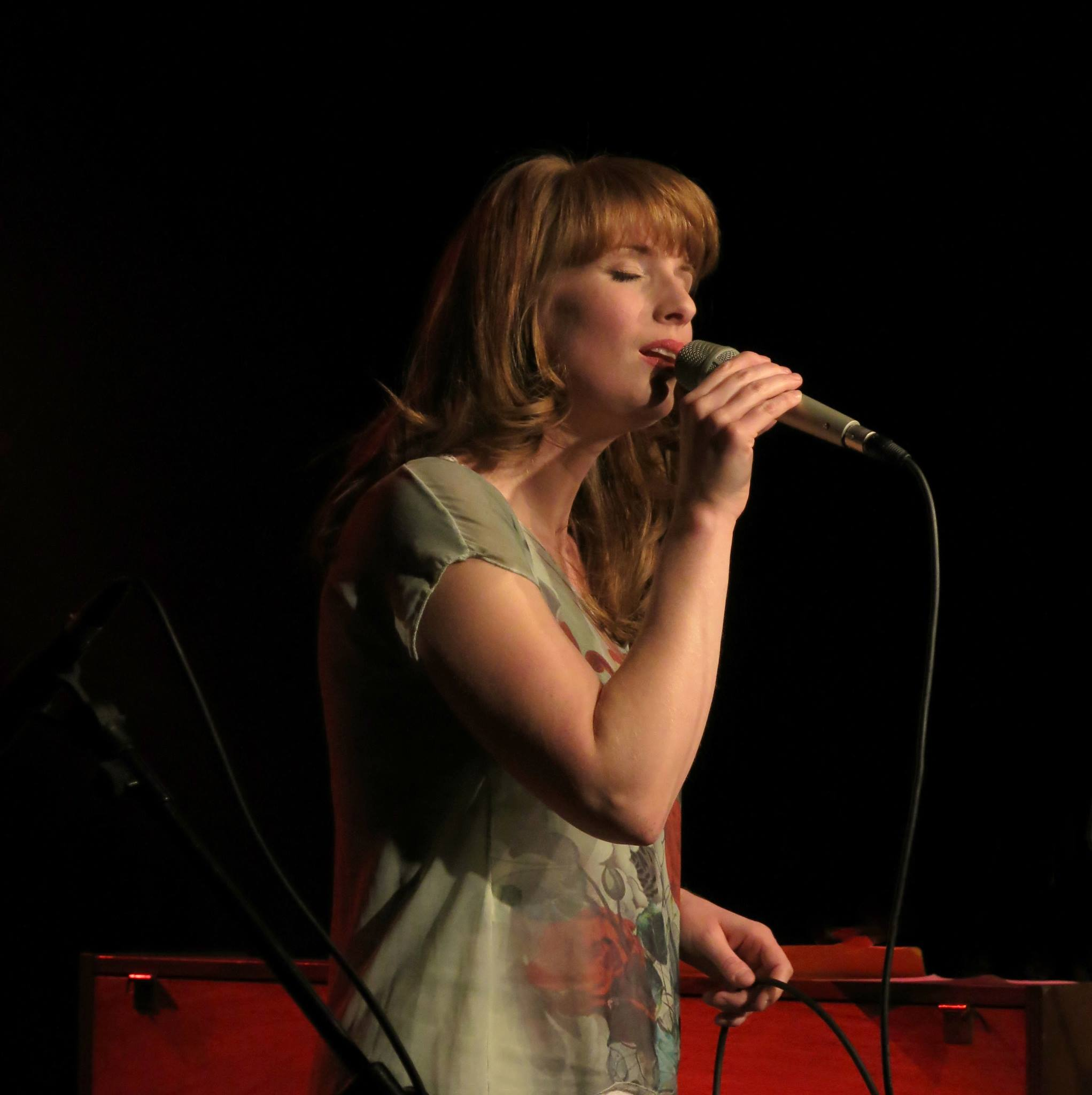
Ina Hagenau (2015)

Ina Hagenau (* 1982 in Düren) ist eine Sängerin und Dozentin für Pop- und Jazzgesang an der städtischen Musikschule Düren. Gemeinsam mit ihrer Schwester Astrid betreibt sie das Institut für Stimmarbeit mit dem Namen  “Stimmste?!”.
Nach dem Abitur am Rurtalgymnasium studierte Ina Hagenau Jazz- und Popgesang an der Artez Hogeschool voor de Kunsten in Arnhem (NL) und ist seitdem im Rheinland als Musikerin und Dozentin tätig. Mit ihrem Quartett i.n.a. debütierte sie 2009 mit dem Album „distance“. Zur Band gehören neben Hagenau Stefan Michalke (Klavier, Akkordeon, Fender Rhodes), BenTai Trawinski (Kontrabass) und Sebastian Bauer (Schlagzeug, Percussion).
Mit ihrer Schwester Astrid betreibt Ina Hagenau das Unternehmen Stimmste!?.

## Diskographie
- 2007 – The Psychedelic Soul Orchestra celebrating the Music of Minnie Riperton
- 2009 – i.n.a. – distance
- 2011 – Salon Rouge – Tango, Foxtrott, Swing und mehr
- 2012 – Bug Spencer – Bug´s Backup EP (digital)
- 2012 – dance competition – Tanzorchester Michael Holz
- 2014 – i.n.a. – Novemberland